# Ferreries

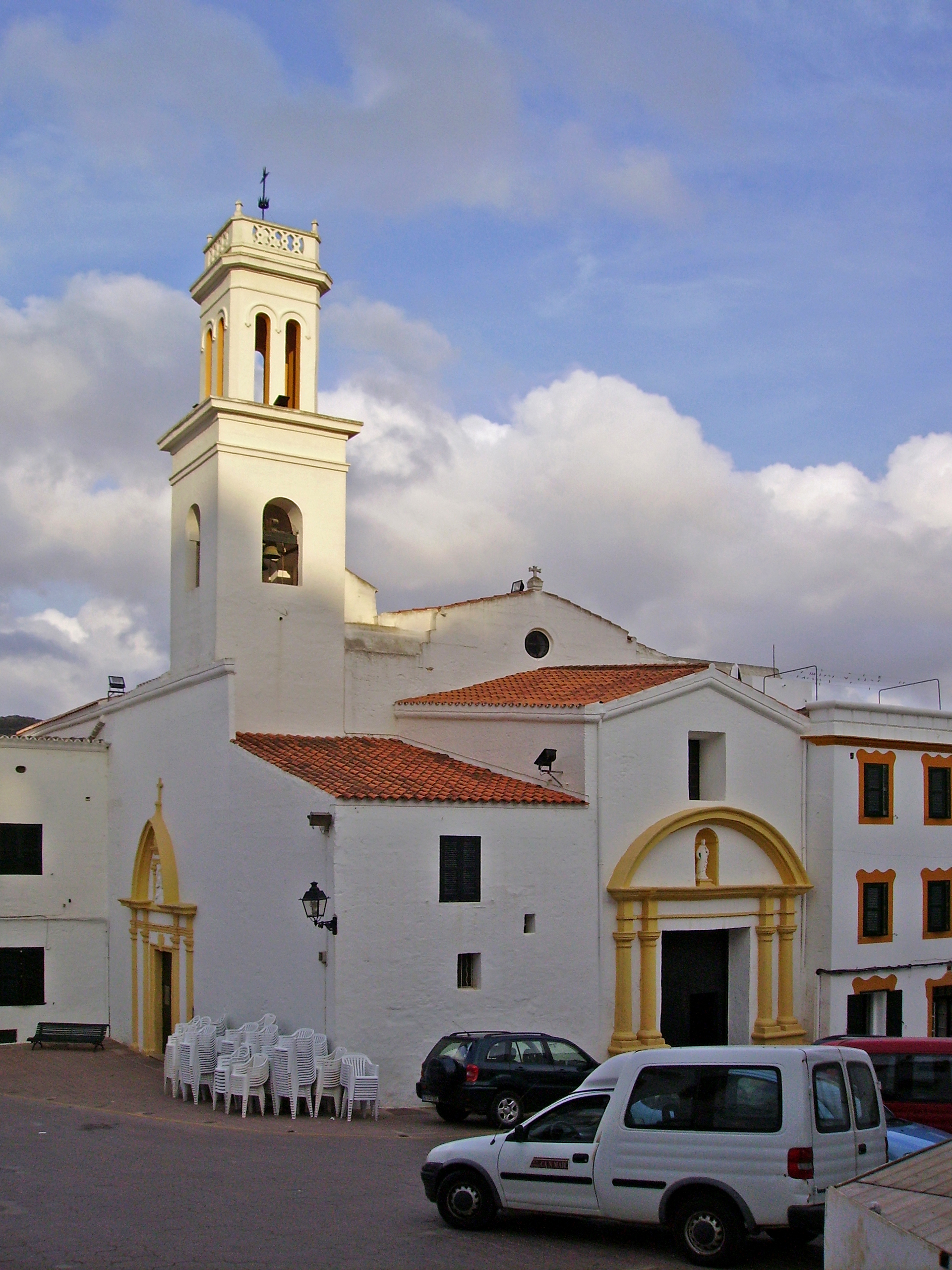
Kościół św. Bartłomieja

Ferreries – miasto na Minorce, zlokalizowane w centrum wyspy, bez dostępu do morza, na zachód od Es Mercadal. Liczba mieszkańców: 4.617, gęstość zaludnienia: 69,86 osoby/km², powierzchnia: 66,09 km².
Miasto jest położone w niewielkiej dolinie. Rozwój zawdzięczało w przeszłości przede wszystkim rzemiosłu - szewstwu. Do dziś można tu nabywać tradycyjne dla wyspy sandały - avarcas. Domowe wyroby spożywcze sprzedawane są natomiast na targach odbywających się w każdą sobotę. Najważniejszym zabytkiem jest kościół św. Bartłomieja.